# Maurício da Silva Jardim

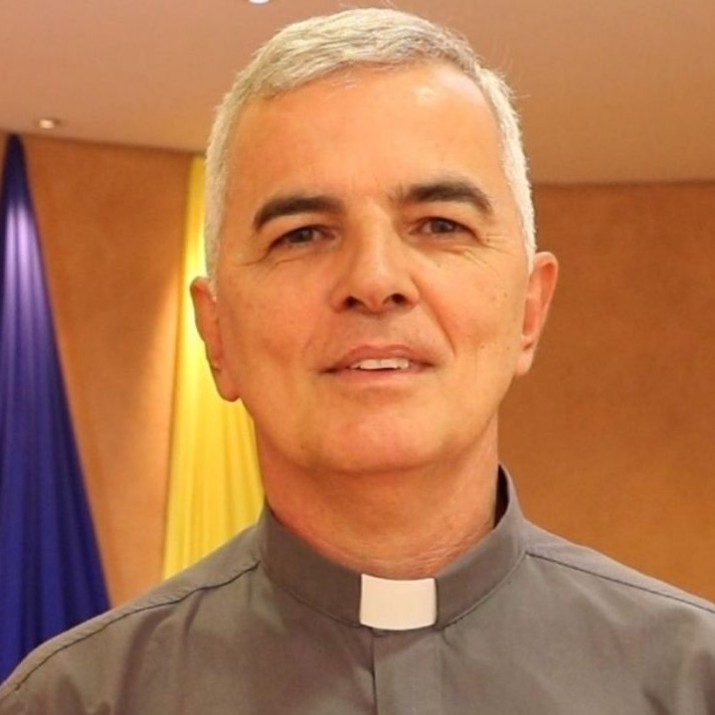
Maurício da Silva Jardim, 2022

Maurício da Silva Jardim (* 9. Februar 1969 in Sapucaia do Sul, Rio Grande do Sul) ist ein brasilianischer Geistlicher und römisch-katholischer Bischof von Rondonópolis-Guiratinga.

Wappen von Maurício da Silva Jardim.

## Leben
Maurício da Silva Jardim trat 1991 ins propädeutische Seminar São José in Gravataí ein. Anschließend studierte er Philosophie an der Faculdade de Filosofia Nossa Senhora da Imaculada Conceição (1991–1994) und Katholische Theologie am Centro de Estudos Teológicos São João Vianney in Viamão (1994–1999). Zudem absolvierte er 1998 einen Kurs im Fach Psychopädagogik. Am 11. Dezember 1999 empfing Jardim in der Pfarrkirche Nossa Senhora de Fátima in Sapucaia do Sul durch den Erzbischof von Porto Alegre, Altamiro Rossato CSsR, das Sakrament der Priesterweihe.
Jardim war zunächst von 2002 bis 2007 Verantwortlicher für die Jugendpastoral im Erzbistum Porto Alegre. Von 2008 bis 2012 war er im Rahmen des Projekts Igreja Solidária der Region Sul 3 der Brasilianischen Bischofskonferenz als Missionar in Mosambik tätig. Nach der Rückkehr in seine Heimat wurde Jardim 2013 Koordinator für die Pastoral im Erzbistum Porto Alegre und stellvertretender Pastoral-Koordinator in der Region Sul 3. Von 2014 bis 2015 war er zusätzlich Spiritual am propädeutischen Seminar São José in Gravataí und von 2015 bis 2016 Verantwortlicher für die Berufungspastoral im Erzbistum Porto Alegre. Außerdem wirkte er als Pfarrvikar der Pfarreien São Vicente de Paulo und Santa Terezinha sowie als Pfarrer der Pfarreien Divino Pai Eterno, Nossa Senhora do Caravággio und São Vicente Pai dos Pobres. Ab 2016 war Maurício da Silva Jardim nationaler Direktor der Päpstlichen Missionswerke und ab November 2021 zudem deren Koordinator für Lateinamerika. Daneben belegte er 2017 am Instituto São Tomás de Aquino einen Kurs im Fach Missionswissenschaft.
Am 8. Juni 2022 ernannte ihn Papst Franziskus zum Bischof von Rondonópolis-Guiratinga. Der Erzbischof von Porto Alegre, Jaime Spengler OFM, spendete ihm am 19. August desselben Jahres in der Kathedrale Nossa Senhora Madre de Deus in Porto Alegre die Bischofsweihe; Mitkonsekratoren waren der Bischof von Araçuaí, Esmeraldo Barreto de Farias IdP, und der Bischof von Vacaria, Sílvio Guterres Dutra. Sein Wahlspruch Eis-me aqui, envia-me („Hier bin ich, sende mich“) stammt aus Jes 6,8 . Die Amtseinführung erfolgte am 23. Oktober 2022.